# Damjan (Radovis)
Damjan (macedónul: Дамјан) település Észak-Macedóniában, a Délkeleti körzetben, a Radovisi járásban.

## Népesség
| Lakosok száma | 649  | 730  | 606  | 591  | 451  | 371  | 348  | 311  | 175  |
|               | 1948 | 1953 | 1961 | 1971 | 1981 | 1991 | 1994 | 2002 | 2021 |

- 2002-ben 311 lakosa volt, akik közül 304 macedón, 6 vlach és 1 egyéb.